# Claude Grostête de La Mothe
Claude Grostête de La Mothe (1647-1713) est un pasteur protestant français du XVIIe siècle exilé en Angleterre après la révocation de l'édit de Nantes. Il a été l'un des trois pasteurs chargés d'administrer l'église donnée aux protestants français réfugiés à Londres par le roi d'Angleterre, et membre de l'Académie royale des sciences de Prusse.

## Biographie
Né à Orléans, docteur en droit civil et canonique de l'université d'Orléans en 1664, et reçu avocat au Parlement de Paris l'année suivante, il est élu pasteur de Lizy-sur-Ourcq en 1675. Il a accepté de desservir l'église de Rouen en 1682, mais il est rapidement revenu à Lizy ne supportant pas que son ancienne communauté soit laissée sans pasteur. Il a été le secrétaire du synode provincial qui s'y est tenu. 
Lors de la révocation de l'édit de Nantes, il choisit de se réfugier à Londres avec sa femme, Marie Berthe, alors que son frère Marin Grostête avait abjuré le protestantisme en 1683, entraînant finalement ses parents à se convertir à leur tour en 1685. En 1685, il a été un des trois pasteurs chargés d'administrer l'église donnée aux protestants français réfugiés à Londres, par le roi Jacques II. Il a été pasteur de l'église de Swallow street, avant de l'être de l'église de la Savoye dans le quartier de Westminster, en 1694. 
Claude Grostête s'est ensuite rapproché de l'électeur de Brandebourg devenu roi de Prusse en 1701. Il est membre de l'Académie royale des sciences et belles-lettres de Prusse en 1712. Il est mort à Londres le 30 septembre 1713.

## Œuvres
Il a publié à Londres : Reflections on Two Discourses Concerning the Divinity of Our Saviour, 1693, et The Inspiration of the New Testament asserted and explained 1694 (lire en ligne), publiés en français puis traduit en anglais.
Pour justifier les pasteurs de France acceptant la réordination anglicane qui était critiquée par des pasteurs du Refuge , il a écrit :
- Correspondance fraternelle de l'Église anglicane avec les autres Églises réformées et étrangères, La Haye, 1705 (lire en ligne)
- Entretiens sur la Correspondance fraternelle, Amsterdam, 1707

Les textes de certains de ses sermons ont été publiés :
- Trois sermons de la conversion des gentils, dans Relation de la Société établie pour la propagation de l’Évangile dans les pays étrangers, par les lettres patentes du roi Guillaume III, Rotterdam, 1708 (lire en ligne),
- Le devoir du chrétien convalescent, en 4 sermons, Amsterdam, 1713 (lire en ligne)
- Sermons sur divers textes, Amsterdam, 1715 (lire en ligne),
- Traité de l'inspiration des livres sacrez du Nouveau Testament, Amsterdam, 1715 (lire en ligne)

Il a aussi écrit un traité pour défendre les Camisards.